# هولمزفیلد
هولمزفیلد (به انگلیسی: Holmesfield) یک روستا و محله مدنی در بریتانیا است که در North East Derbyshire واقع شده‌است. هولمزفیلد ۹۷۱ نفر جمعیت دارد.